# Sobotín (zámek)
Zámek v Sobotíně je historická budova v obci Sobotín (okres Šumperk). Zámek vznikl v polovině 19. století přestavbou bývalé továrny, poté prošel četnými úpravami a nevztahuje se na něj památková ochrana. Historickou hodnotu si ale uchovává díky působení významného podnikatelského rodu Kleinů, který měl v Sobotíně jedno ze svých hlavních sídel. Zámek s parkem prošel po roce 2012 nákladnou rekonstrukcí a dnes funguje jako hotel. Hodnotný zámecký park projektovaný zahradním architektem F. J. Thomayerem je přístupný pro veřejnost.

## Historie

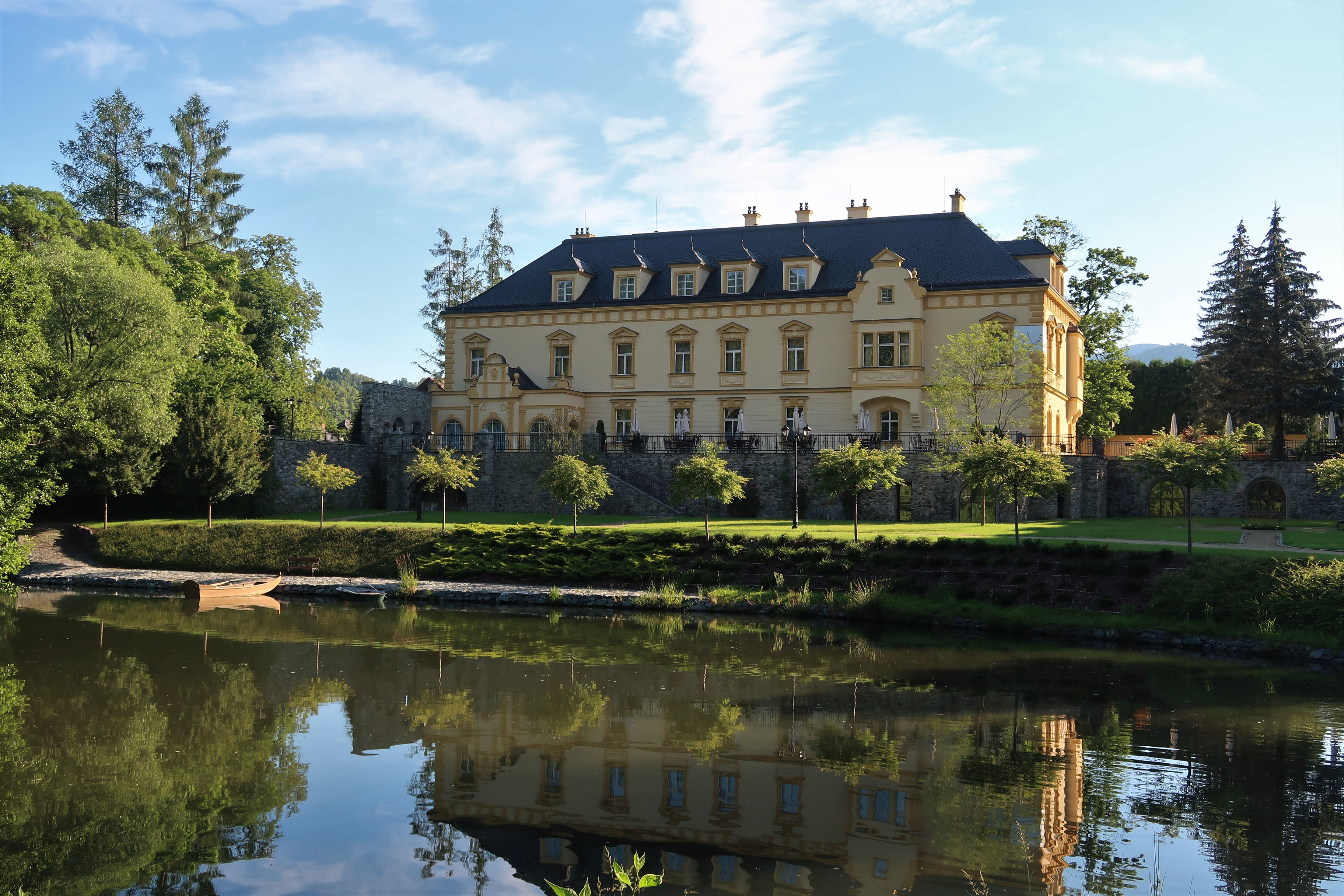
Zámek pohledem od jihu z parku

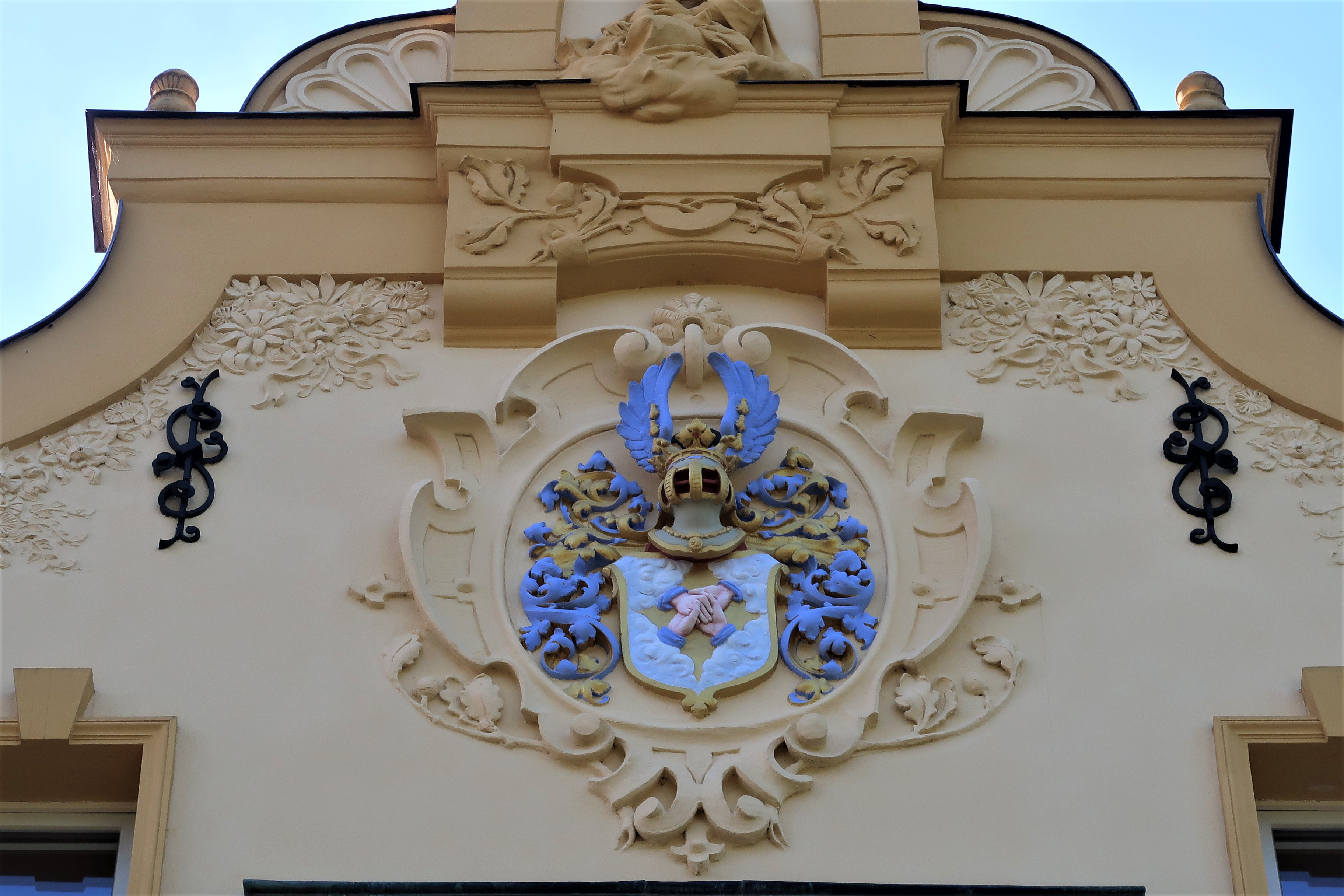
Erb Kleinů nad západním vstupem do zámku

Ves Sobotín byla původně samostatným statkem připomínaným poprvé v roce 1350. Během následujícího století se podle Sobotína psalo několik vladyků, existence menšího sídla – pravděpodobně tvrze – je ale doložena až v roce 1496, kdy byl statek součástí úsovského panství. Tvrz se pak uvádí ještě v roce 1558, později ale beze stopy zanikla. Sobotín se stal později majetkem Žerotínů a byl začleněn do jejich panství Velké Losiny, respektive Vízmberk (dnes Loučná nad Desnou) a již v jejich éře se na panství začala těžit a zpracovávat železná ruda. Kvůli značnému zadlužení prodali Žerotínové vízmberské panství v roce 1770 velehradskému klášteru. V jeho majetku se ale příliš dlouho neudrželo, protože klášter byl během josefínských reforem zrušen v roce 1784. Již v době vlastnictví velehradského kláštera byly na vízmberském panství železárny a v Sobotíně se při převodu do státního majetku v roce 1784 připomíná poplužní dvůr s hospodářskými a správními budovami. Náboženský fond jako správce majetku zrušených klášterů začal provozy spojené s výrobou železa postupně pronajímat různým podnikatelům. Jedním z nich byl Andreas Eisenbach (1770–1834), původem z Haliče, který si v roce 1811 pronajal jednu ze sobotínských vysokých pecí a v roce 1815 postavil továrnu na výrobu zbraní, která byla později přestavěna na dnešní zámek.
Celé vízmberské panství koupil za 216 000 zlatých v roce 1833 od státní správy hrabě Antonín Bedřich Mitrovský z Nemyšle (1770–1842), který byl významným politikem, zastával funkce zemského hejtmana na Moravě a nejvyššího kancléře. Zároveň se věnoval hospodářskému rozvoji a sám pokračoval v železářském podnikání v podhůří Jeseníků. V Sobotíně vyplatil dosavadní nájemce a od Eisenbachova dědice Kaspara koupil v roce 1834 zrušenou zbrojovku. Podle některých zdrojů byla již za hraběte Mitrovského bývalá zbrojní továrna přestavěna na zámek jako sídlo sobotínských železáren, většina pramenů ale uvádí, že se tak stalo až za dalších majitelů, Kleinů. Po smrti Antonína Mitrovského neměli jeho dědicové zájem na provozování rozsáhlého průmyslového komplexu a celé panství prodali v roce 1844 úspěšným podnikatelům, bratřím Kleinům.
Krátce po roce 1844 se Sobotín stal samostatným statkem, který z bratrů Kleinových převzal Albert (1807–1877), zakladatel tzv. sobotínské větve Kleinů. Pravděpodobně ještě ve 40. letech 19. století byla bývalá Eisenbachova zbrojní továrna přestavěna na zámek, který se měl stát hlavním sídlem Albertovy početné rodiny. Přestavbou továrny vzniklo honosné sídlo v romantickém historizujícím pojetí, Albert byl také zakladatelem zámeckého parku, za zásluhy v oblasti průmyslu byl v roce 1872 povýšen do stavu svobodných pánů. První dvě generace Kleinů patřily díky rozmachu výstavby železnic k nejúspěšnějším podnikatelským rodinám v rakouském císařství, přitom ale vyznávaly skromný životní styl. Za dalších potomků došlo k hospodářskému úpadku a nakonec Kleinové v roce 1917 svůj podíl v železárnách prodali. Albertův nástupce, Friedrich Klein (1850–1915), nechal v letech 1881–1887 postavit v Sobotíně honosnou rodinnou hrobku, v této době také proběhly stavební úpravy zámku. Byla obnovena fasáda a jižně od zámku zřízena terasa. Souběžně došlo k úpravám parku, na kterých se podílel zahradní architekt F. J. Thomayer. V parku byla vysazena řada exotických dřevin z Asie nebo Severní Ameriky, vznikl skleník (dnes již neexistuje) a prostor byl obohacen o litinové doplňky z kleinovských železáren. Úpravy zámku a parku byly dokončeny v roce 1892.
Kleinové byli majiteli sobotínského zámku do roku 1945, posledním z nich byl Adalbert Klein (1896–1959). Po druhé světové válce byl zámek jako německý majetek zestátněn na základě Benešových dekretů a přešel pod správu Místního národního výboru v Sobotíně. Národní výbor měl na zámku své sídlo, kromě toho zámek sloužil také pro účely školy (Lesnické učňovské středisko). V letech 1967–1968 byl rekonstruován a stal se rekreačním střediskem havířovského Dolu Dukla. V letech 1989–1991 došlo k další modernizaci a zámek nadále sloužil jako ubytovací zařízení, vzniklo golfové hřiště a rybník v parku fungoval jako koupaliště. Během střídání nájemců v 90. letech 20. století však zámek postupně chátral. V roce 2012 koupili zámek manželé Milan a Marie Hrochovi a došlo k náročné rekonstrukci zámku s důrazem na zachování detailů z éry Kleinů. Revitalizován byl také zámecký park, který je volně přístupný pro veřejnost. Samotná budova zámku slouží jako hotel.

## Popis

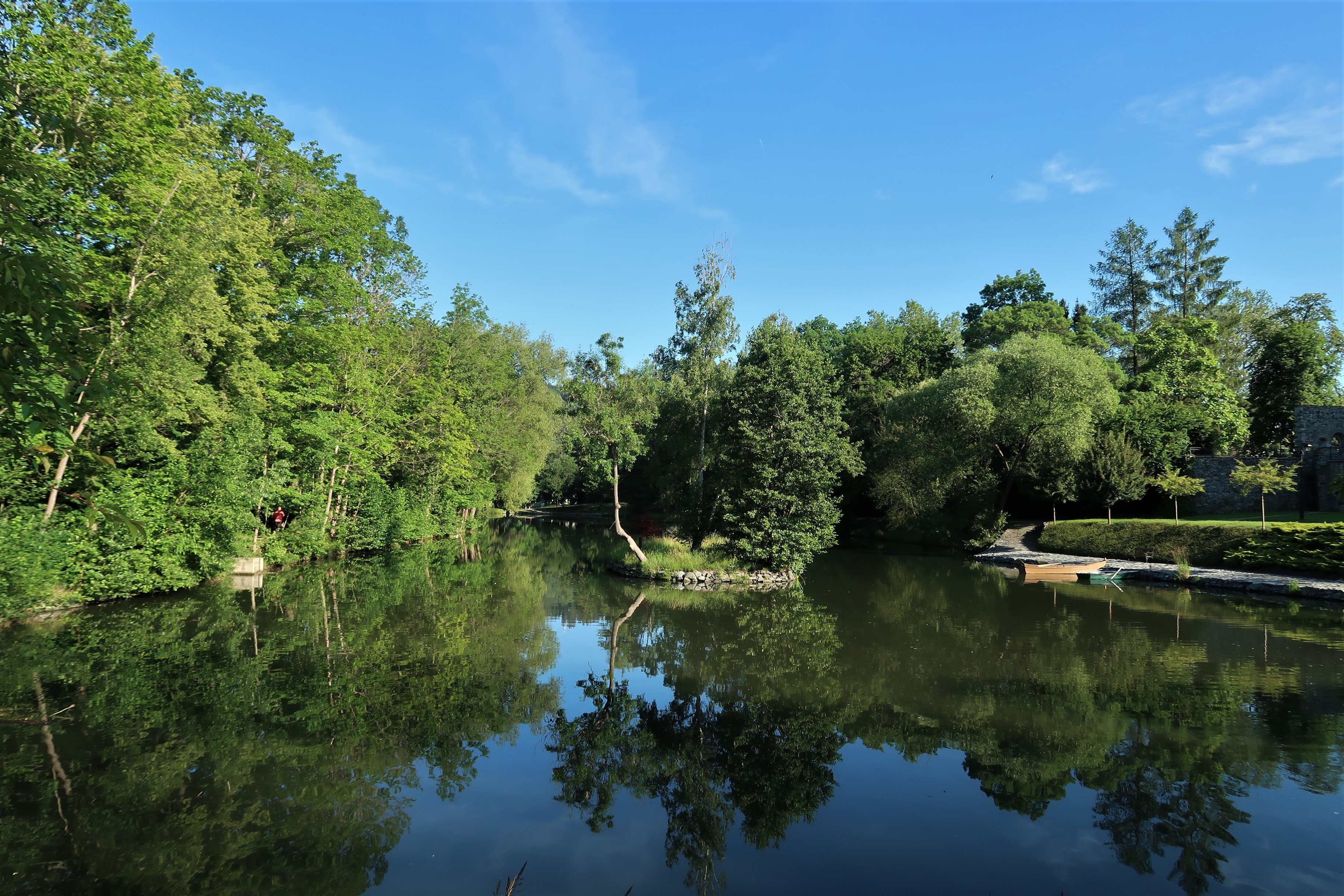
Rybník v zámeckém parku

Zámek Sobotín se nachází uprostřed obce, jedná se o jednopatrovou budovu na půdorysu písmene L. Areál zámku je ve směru od severu z přístupové komunikace ohrazen zdí s hlavní vstupní branou na nádvoří v prostoru budovy svírající úhel písmene L. Vstupní průčelí je ozdobeno letopočtem 1892, kdy byly dokončeny stavební úpravy zámku za předposlední generace Kleinů. Další vstup do budovy umožňuje vchod ze zámecké terasy nad rybníkem. Ze západní strany od parku je situován třetí vchod do zámku ozdobený rodovým erbem Kleinů (čtyři spojené ruce symbolizující rodinnou sounáležitost první generace bratrů Kleinových).
Kolem zámku je dendrologicky hodnotný park v úpravách provedených významným zahradním architektem F. J. Thomayerem koncem 19. století. Park je situován ve dvou výškových úrovních, bezprostřední okolí zámku je koncipováno jako geometrická zahrada ve francouzském stylu. Partie pod zámeckou terasou kolem rybníka a vzdálenější část západně od zámku má charakter anglického krajinářského parku. V západní části parku se nachází menší jezírko s lávkou přes umělý vodopád, poblíž něj je umístěna socha bohyně Artemis. Před západním vstupem do zámku je kašna s litinovým sousoším andílka s labutí. Park je ze tří stran ohrazen rekonstruovaným litinovým plotem z kleinovských železáren.

## Galerie

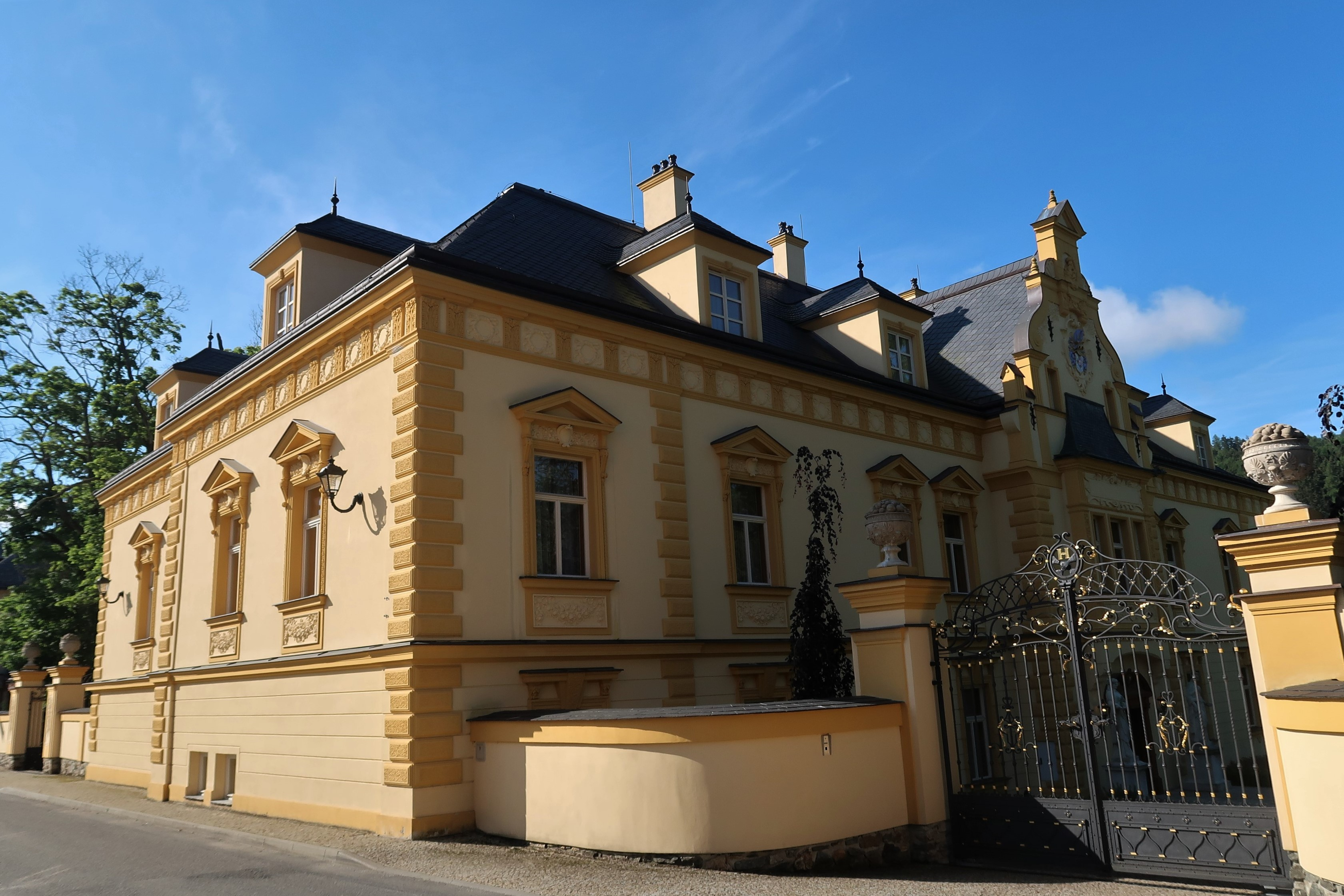
Zámecká budova pohledem od severu
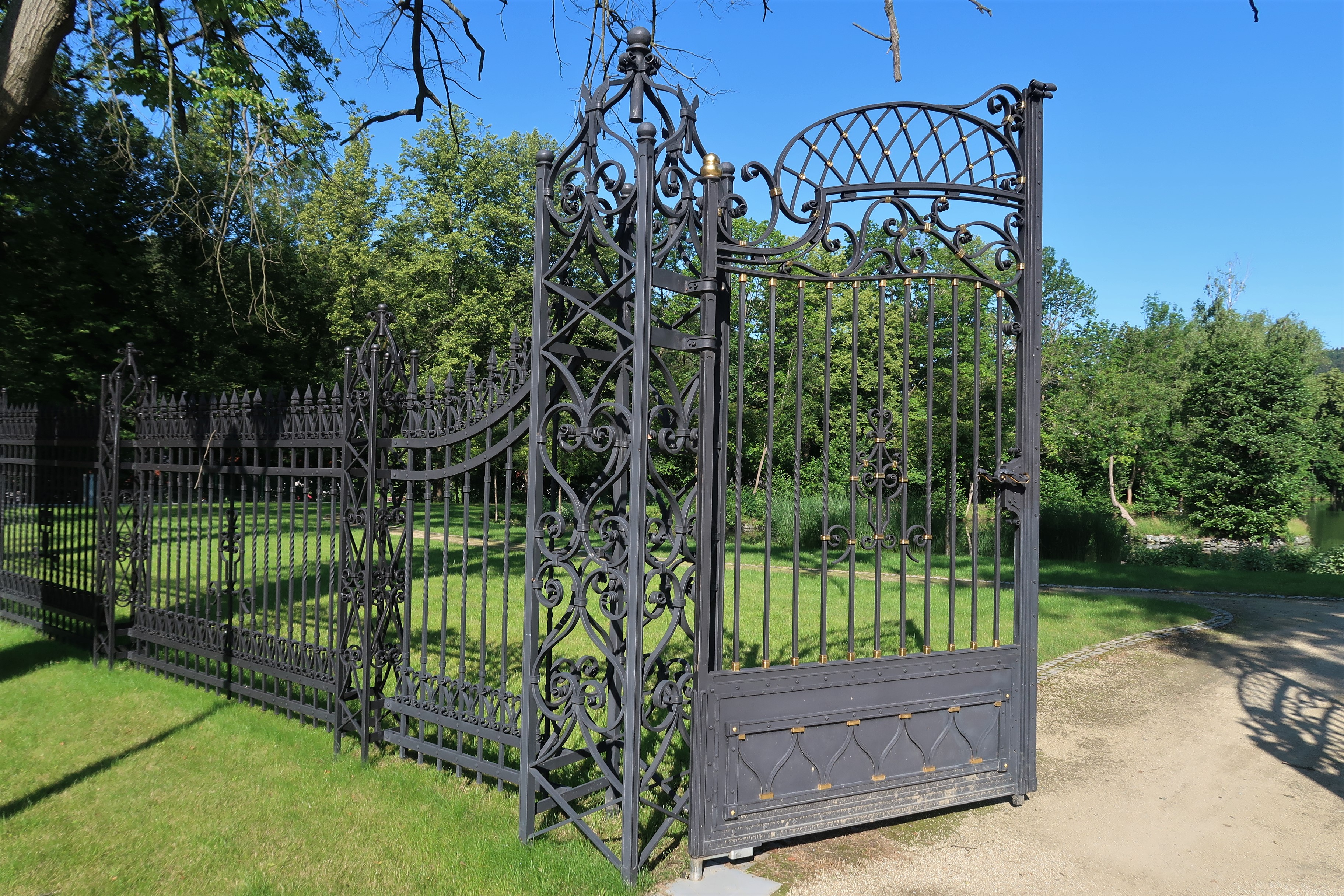
Jedna z bran do zámeckého parku
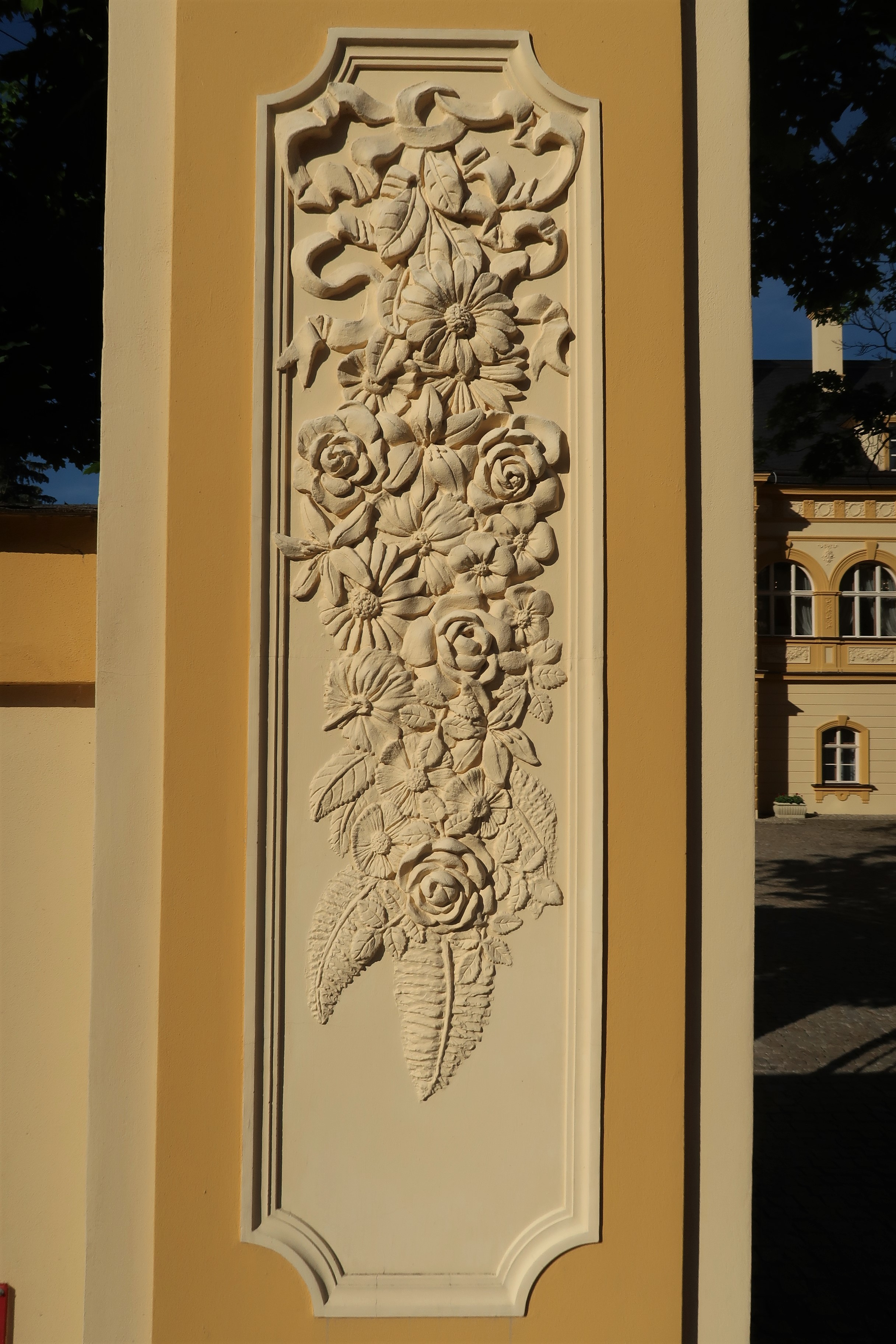
Detail výzdoby hlavní vstupní brány
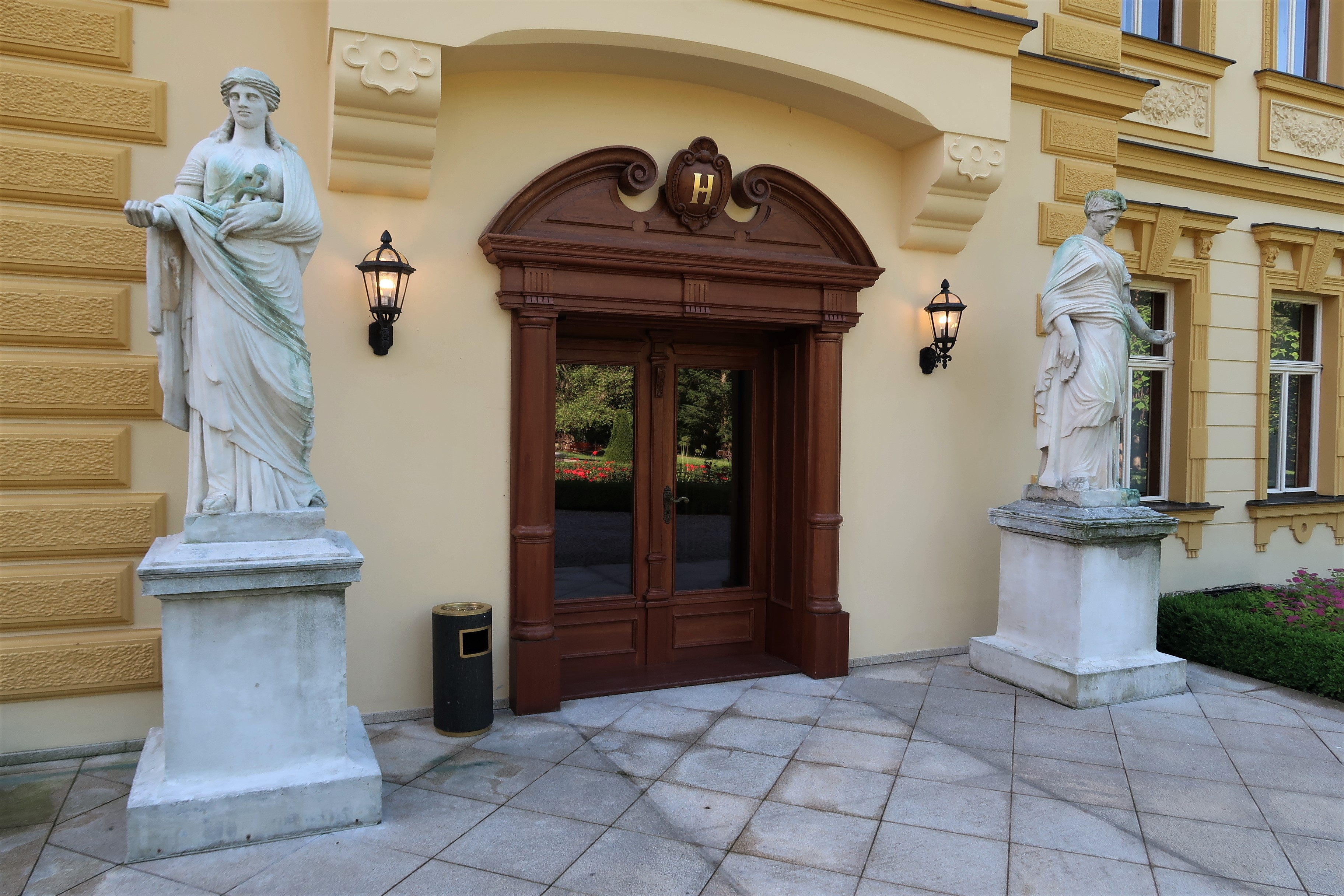
Vstup do zámku z parku
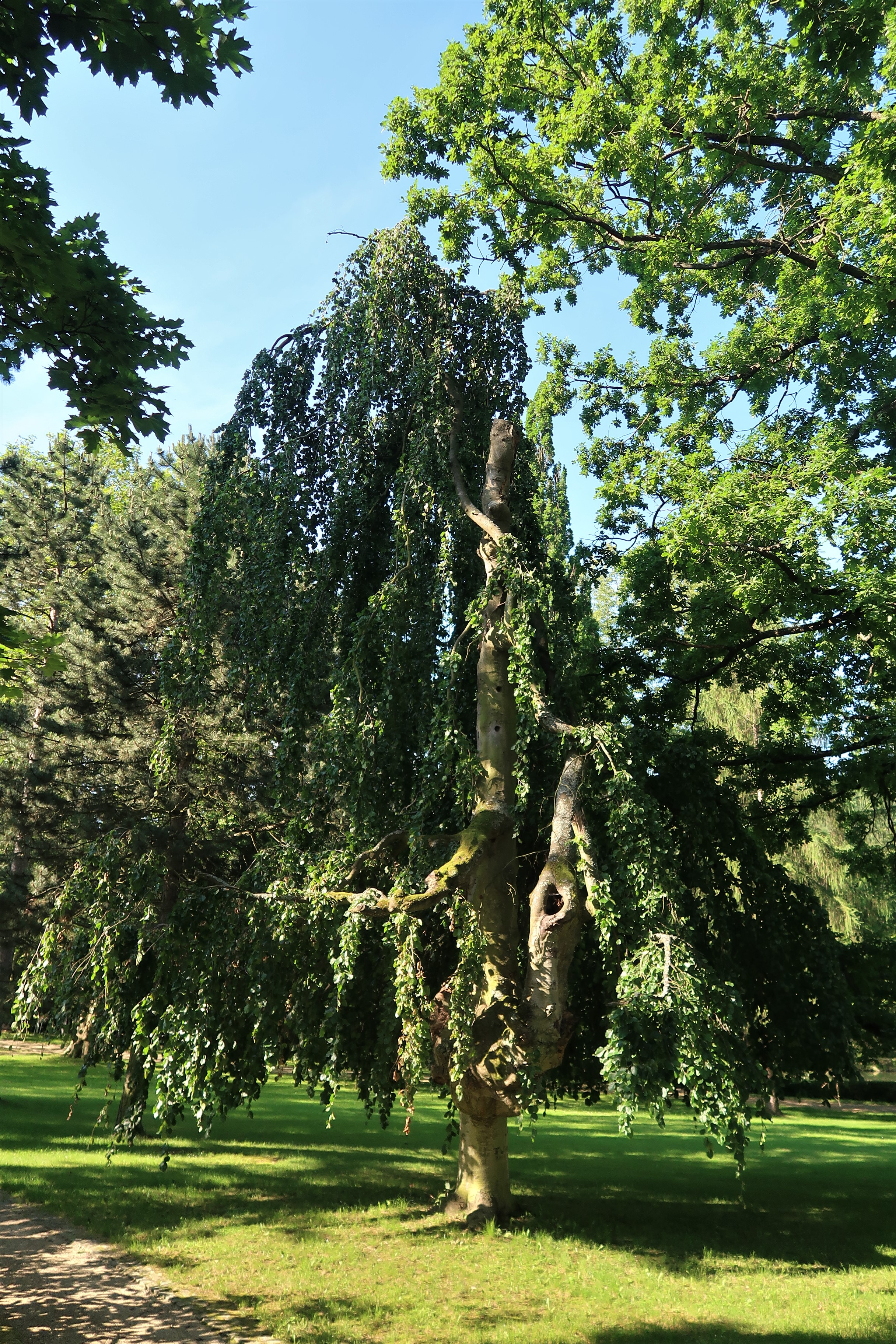
Partie ze zámeckého parku
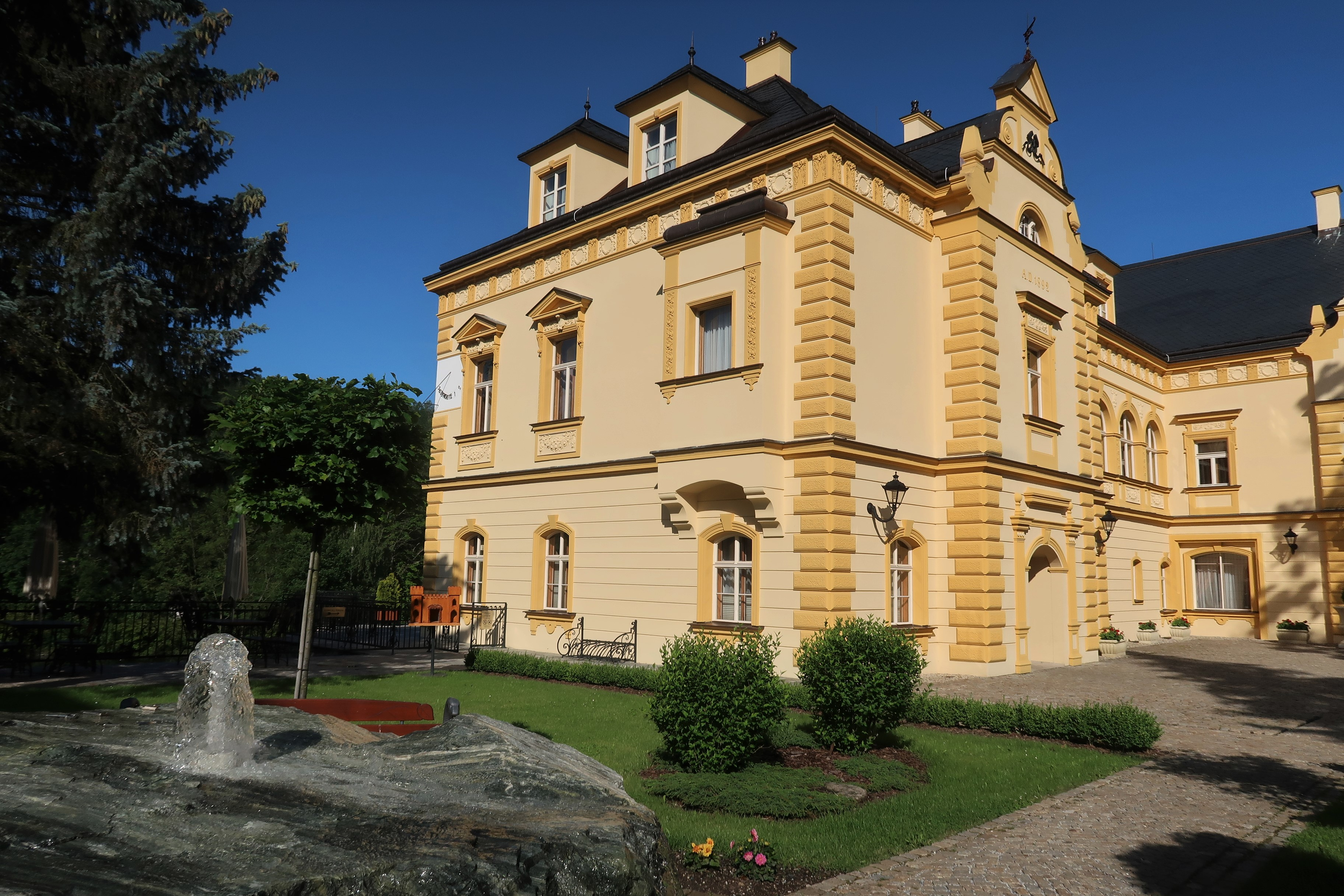
Nádvoří zámku
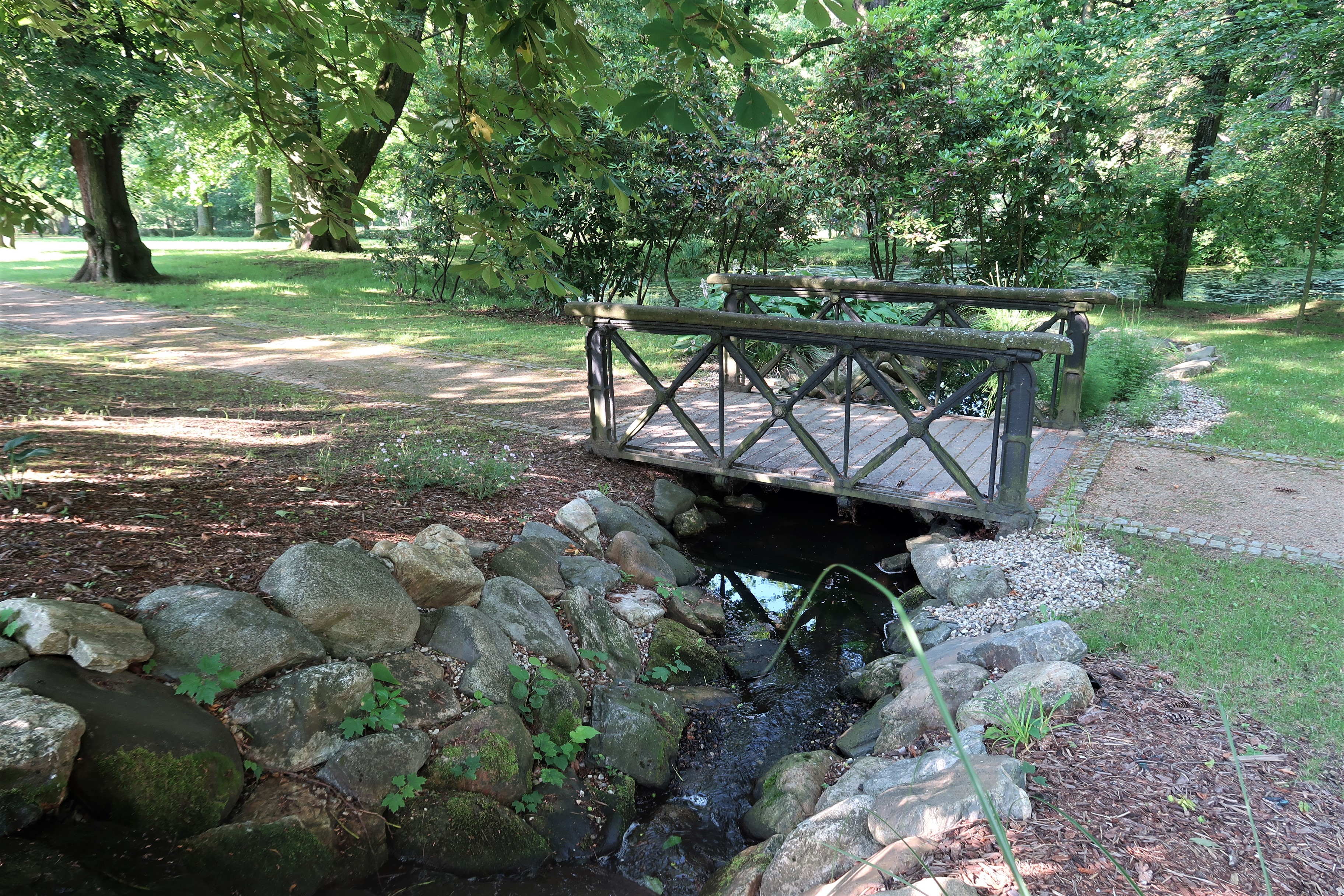
Lávka pod umělým vodopádem v zámeckém parku
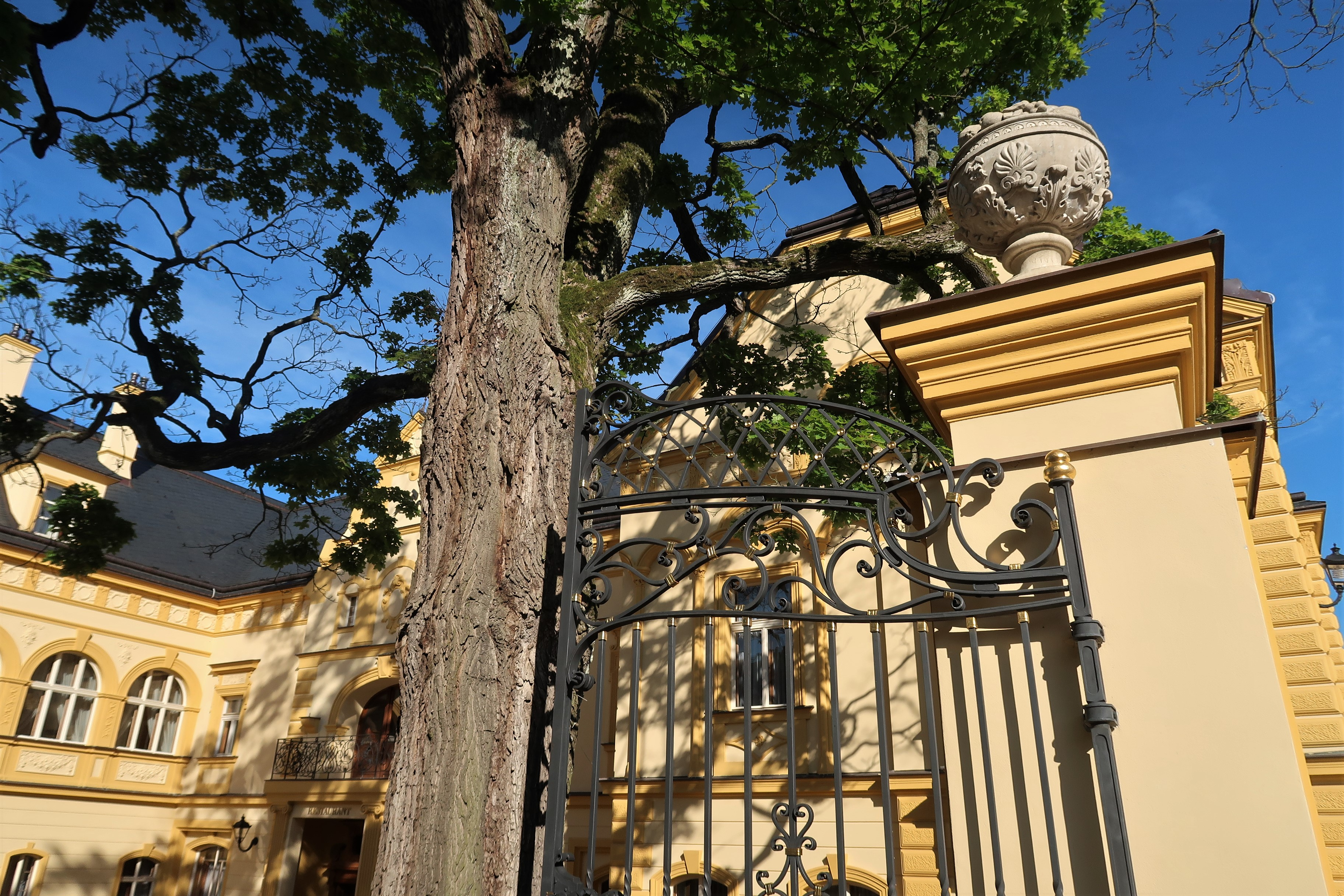
Detail hlavního vstupu do zámku